# هيراوس
 هيراوس (بالإنجليزية: Heraeus) هي مجموعة تكنولوجية ألمانية تركز على المعادن الثمينة والخاصة والتكنولوجيا الطبية وزجاج الكوارتز وأجهزة الاستشعار ومصادر الضوء المتخصصة. تأسست في هاناو عام 1851، وهي واحدة من أكبر الشركات المملوكة للعائلات في ألمانيا من حيث الإيرادات.
وفقًا لبيانات الشركة، حققت هيراوس في عام 2017 إيرادات منتجات بقيمة 2.2 مليار يورو وإيرادات تجارة المعادن الثمينة بقيمة 19.6 مليار يورو على أساس قوة حوالي 13001 موظفًا في أكثر من 100 شركة.
في أكتوبر 2018، وسعت هيراوس قنوات مبيعاتها في ألمانيا من خلال فتح منصة على الإنترنت بالتعاون مع تاجر المعادن الثمينة Ophirum GmbH. تتيح المنصة لعملاء التجزئة شراء قضبان هيراوس المعدنية الثمينة ومجموعة متنوعة من العملات الشعبية.

## الزبائن

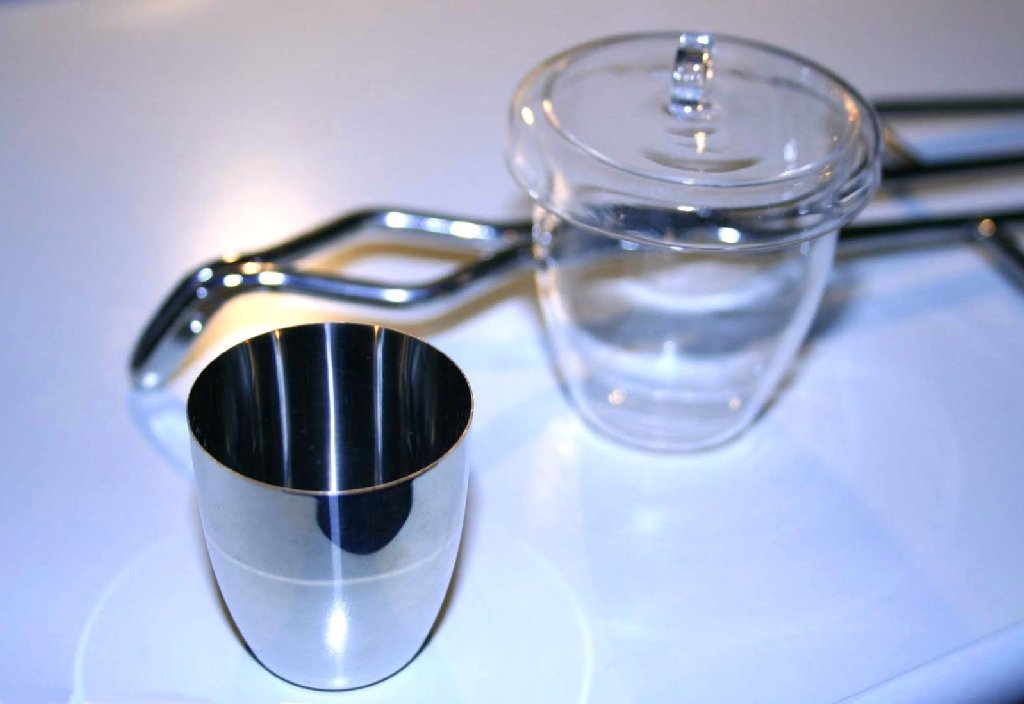
البوتقات مصنوعة من البلاتين والكوارتز

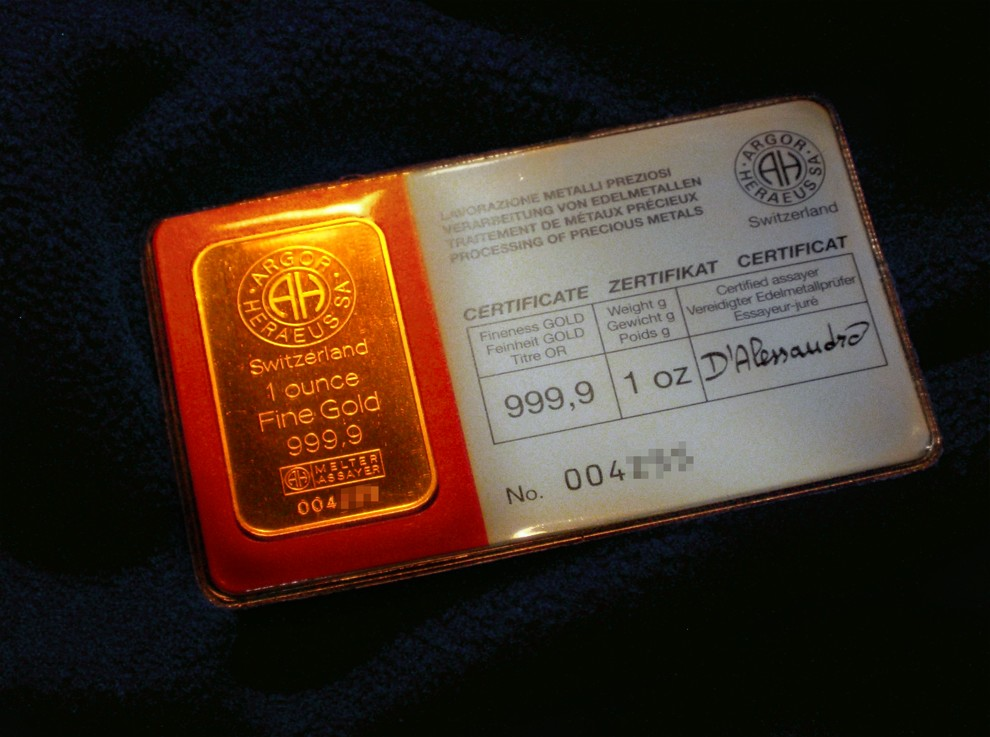
أونصة تروي من الذهب مع بصمة هيراوس

توفر هيراوس المنتجات لشركات التصنيع في قطاع السيارات وقطاع الطيران والاتصالات السلكية واللاسلكية والصناعات الكيماوية والتكنولوجيا الطبية وصناعة الصلب.

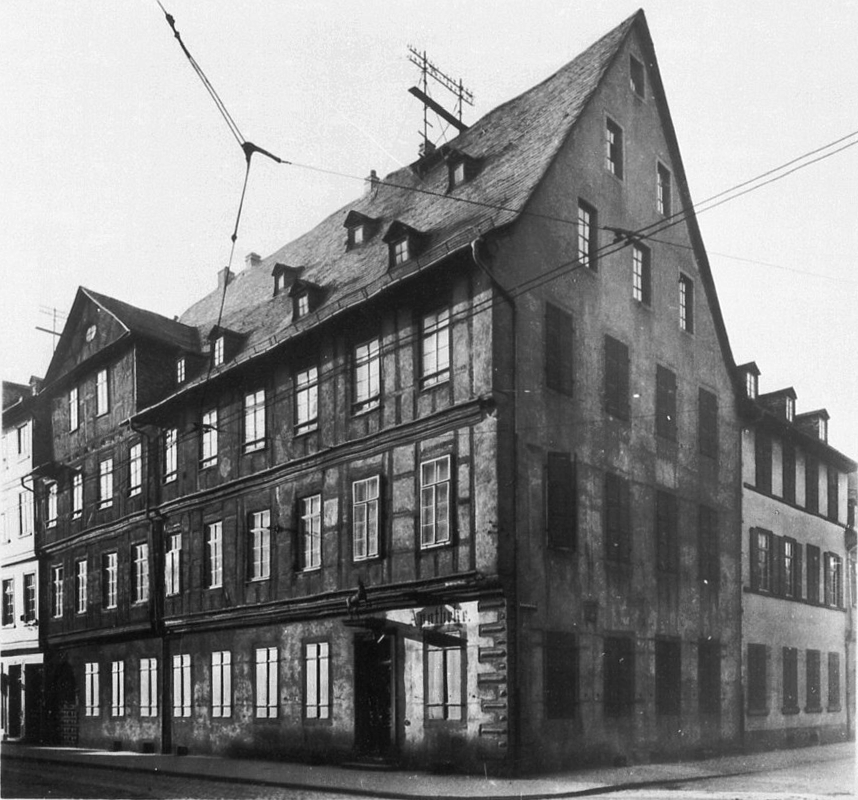
صيدلية اينهورن في هاناو

## روابط خارجية
- الموقع الرسمي للشركة